# Gyrolepidoides
Gyrolepidoides is een geslacht van uitgestorven straalvinnige beenvissen die leefden tijdens het Midden-Trias.
De typesoort Gyrolepidoides cuyanus werd in 1944 benoemd door Cabrera op basis van een fossiel gevonden aan de noordoever van de Mendoza in Argentinië. De locatie is tegenwoordig overspoeld door het La Petrosa-stuwmeer. De geslachtsnaam betekent 'lijkend op Gyrolepis'. De soortaanduiding verwijst naar het Cuyanabekken.
Het holotype is MLP 44-VII-16-2. Het is een tien centimeter lang rotsblok met daarop wat afdrukken van losse schubben, de afdruk van een of ander bot dat het preoperculum zou kunnen zijn, en een tand. De schubafdrukken en de tand hebben geen onderscheidende kenmerken en daarom werd de soort in 2010 als een nomen dubium beschouwd.
Rusconi benoemde in 1948 een Gyrolepidoides multistriatus, 'met veel groeven', maar dat bleef een onvoldoende beschreven nomen nudum. Het holotype is MCNAM-PV 587, opnieuw een blok met schubafdrukken die weer niet onderscheidend zijn. Al Rusconi gaf geen enkel kenmerk als onderscheidend aan.